# Mary Carillo
Pour les articles homonymes, voir Carillo.
Mary Carillo (née le 15 mars 1957 à New York) est une joueuse de tennis américaine, professionnelle à la fin des années 1970 et début 1980.
En 1977, elle s'est imposée en double mixte à Roland Garros, aux côtés de John McEnroe, contre la paire Mihai-Molina.

## Palmarès

### Titre en simple dames
Aucun

### Finale en simple dames
Aucune

### Titres en double dames
| No | Date       | Nom et lieu du tournoi             | Catégorie | Dotation | Surface    | Partenaire     | Finalistes                            | Score         |          |
| -- | ---------- | ---------------------------------- | --------- | -------- | ---------- | -------------- | ------------------------------------- | ------------- | -------- |
| 1  | 22-01-1979 | Avon Futures of Boise Boise        | Futures   | 25 000 $ | Dur (int.) | Sherry Acker   | Stephanie Tolleson Valerie Ziegenfuss | 6-3, 6-2      | Parcours |
| 2  | 13-03-1979 | Avon Futures Championships Orlando | Futures   | 35 000 $ | Dur (ext.) | Sherry Acker   | Marjorie Blackwood Kym Ruddell        | 7-6, 2-6, 7-6 | Parcours |
| 3  | 21-01-1980 | Futures of Ogden Ogden             | Futures   | 25 000 $ | Dur (int.) | Sherry Acker   | Yvona Brzáková Rosalyn Fairbank       | 6-1, 6-2      | Parcours |
| 4  | 28-01-1980 | Avon Futures of Idaho Boise        | Futures   | 25 000 $ | Dur (int.) | Florenta Mihai | Diane Desfor Barbara Hallquist        | 6-1, 6-4      | Parcours |

### Finales en double dames
| No | Date       | Nom et lieu du tournoi          | Catégorie      | Dotation | Surface      | Vainqueures                     | Partenaire    | Score         |          |
| -- | ---------- | ------------------------------- | -------------- | -------- | ------------ | ------------------------------- | ------------- | ------------- | -------- |
| 1  | 04-07-1977 | Swiss Open Championships Gstaad |                | NC       | Terre (ext.) | Helen Cawley Rayni Fox          | Lesley Hunt   | 6-0, 6-4      | Parcours |
| 2  | 08-08-1977 | US Clay Courts Indianapolis     | Colgate Series | 35 000 $ | Terre (ext.) | Linky Boshoff Ilana Kloss       | Wendy Overton | 5-7, 7-5, 6-3 | Parcours |
| 3  | 19-02-1979 | Avon Futures of Atlanta Atlanta | Futures        | 25 000 $ | Dur (int.)   | Laura duPont Valerie Ziegenfuss | Sherry Acker  | 6-2, 6-3      | Parcours |

### Titre en double mixte
| No | Date       | Nom et lieu du tournoi | Catégorie | Dotation | Surface      | Partenaire   | Finalistes                 | Score    |          |
| -- | ---------- | ---------------------- | --------- | -------- | ------------ | ------------ | -------------------------- | -------- | -------- |
| 1  | 23-05-1977 | Roland-Garros Paris    | G. Chelem | 35 000 $ | Terre (ext.) | John McEnroe | Florenta Mihai Iván Molina | 7-6, 6-3 | Parcours |

## Parcours en Grand Chelem

### En simple dames
| Année | Open d'Australie (janvier) | Open d'Australie (janvier) | Internationaux de France | Internationaux de France | Wimbledon       | Wimbledon      | US Open         | US Open        | Open d'Australie (décembre) | Open d'Australie (décembre) |
| ----- | -------------------------- | -------------------------- | ------------------------ | ------------------------ | --------------- | -------------- | --------------- | -------------- | --------------------------- | --------------------------- |
| 1977  | -                          | -                          | 2e tour (1/16)           | Helga Masthoff           | 1er tour (1/64) | Kerry Reid     | 1er tour (1/64) | Helen Cawley   | -                           | -                           |
| 1979  | n/a                        | n/a                        | -                        | -                        | 3e tour (1/16)  | Wendy Turnbull | 1er tour (1/64) | Renée Richards | -                           | -                           |
| 1980  | n/a                        | n/a                        | -                        | -                        | 1er tour (1/64) | Pam Teeguarden | -               | -              | -                           | -                           |

À droite du résultat, l’ultime adversaire.

### En double dames
| Année | Open d'Australie (janvier) | Open d'Australie (janvier) | Internationaux de France      | Internationaux de France | Wimbledon                   | Wimbledon                | US Open                   | US Open                 | Open d'Australie (décembre) | Open d'Australie (décembre) |
| ----- | -------------------------- | -------------------------- | ----------------------------- | ------------------------ | --------------------------- | ------------------------ | ------------------------- | ----------------------- | --------------------------- | --------------------------- |
| 1977  | -                          | -                          | 1/4 de finale Diane Evers     | Rayni Fox Helen Cawley   | 3e tour (1/8) P. Bostrom    | B. Cuypers Marise Kruger | 1/4 de finale P. Bostrom  | Lele Forood R. Giscafré | -                           | -                           |
| 1979  | n/a                        | n/a                        | -                             | -                        | 2e tour (1/16) Sherry Acker | Kerry Reid Anne Smith    | 2e tour (1/16) J. Russell | Tracy Austin Kathy May  | -                           | -                           |
| 1980  | n/a                        | n/a                        | -                             | -                        | 2e tour (1/16) R. McCallum  | B. J. King Navrátilová   | -                         | -                       | -                           | -                           |
| 1982  | n/a                        | n/a                        | 1er tour (1/32) R. Gerulaitis | S. Mascarin Anne White   | -                           | -                        | -                         | -                       | -                           | -                           |

Sous le résultat, la partenaire ; à droite, l’ultime équipe adverse.

### En double mixte
| Année | Open d'Australie (janvier), | Open d'Australie (janvier), | Internationaux de France | Internationaux de France | Wimbledon                  | Wimbledon                 | US Open                      | US Open                  | Open d'Australie (décembre), | Open d'Australie (décembre), |
| ----- | --------------------------- | --------------------------- | ------------------------ | ------------------------ | -------------------------- | ------------------------- | ---------------------------- | ------------------------ | ---------------------------- | ---------------------------- |
| 1977  | n/a                         | n/a                         | Victoire John McEnroe    | F. Mihai Iván Molina     | 1/4 de finale John McEnroe | Navrátilová D. Ralston    | 1er tour (1/16) John McEnroe | Ilana Kloss Chris Kachel | n/a                          | n/a                          |
| 1979  | n/a                         | n/a                         | -                        | -                        | 2e tour (1/16) Jim McManus | Betty Stöve Frew McMillan | 2e tour (1/8) E. Teltscher   | R. Richards Ilie Năstase | n/a                          | n/a                          |

Sous le résultat, le partenaire ; à droite, l’ultime équipe adverse.